# Саймон Кригер
Саймон Кригер (англ. Simon Krieger) — персонаж Marvel Comics, который впервые появился в выпуске Iron Man: The Iron Age #1 (июнь 1998). Является главным злодеем видеоигры Spider-Man: Miles Morales (2020), в которой его озвучивает Трой Бейкер.

## Отзывы и критика
Пол Ньюнум из Comic Book Resources отмечал, что в Spider-Man: Miles Morales Саймон Кригер «представлен, как и любой другой очаровательный злодей из корпораций». Журналист добавлял, что у него «также есть иллюзии собственной важности». Николас Штрауб из Screen Rant писал, что «Саймон Кригер не просто злодей в Spider-Man: Miles Morales; он важен для истории Marvel и сыграл ключевую роль в создании культового героя». Максим Иванов из интернет-издания Meduza считал, что в видеоигре «Кригер получился плоским и даже карикатурным злодеем». Он сказал, что персонаж «лишён сложных мотивов и просто хочет сделать много денег на дешёвой энергии. Уже видели, скучно».